# Magyarországi Krisna-tudatú Hívők Közössége
A Magyarországi Krisna-tudatú Hívők Közössége az i. e. 3-4000 körül keletkezett hinduizmus gyökereire támaszkodik. A hinduizmus ezen szentként tisztelt iratai, az úgynevezett védikus írások lejegyzésére egyes elemzők szerint körülbelül ötezer éve került sor.

## A Krisna-tudat

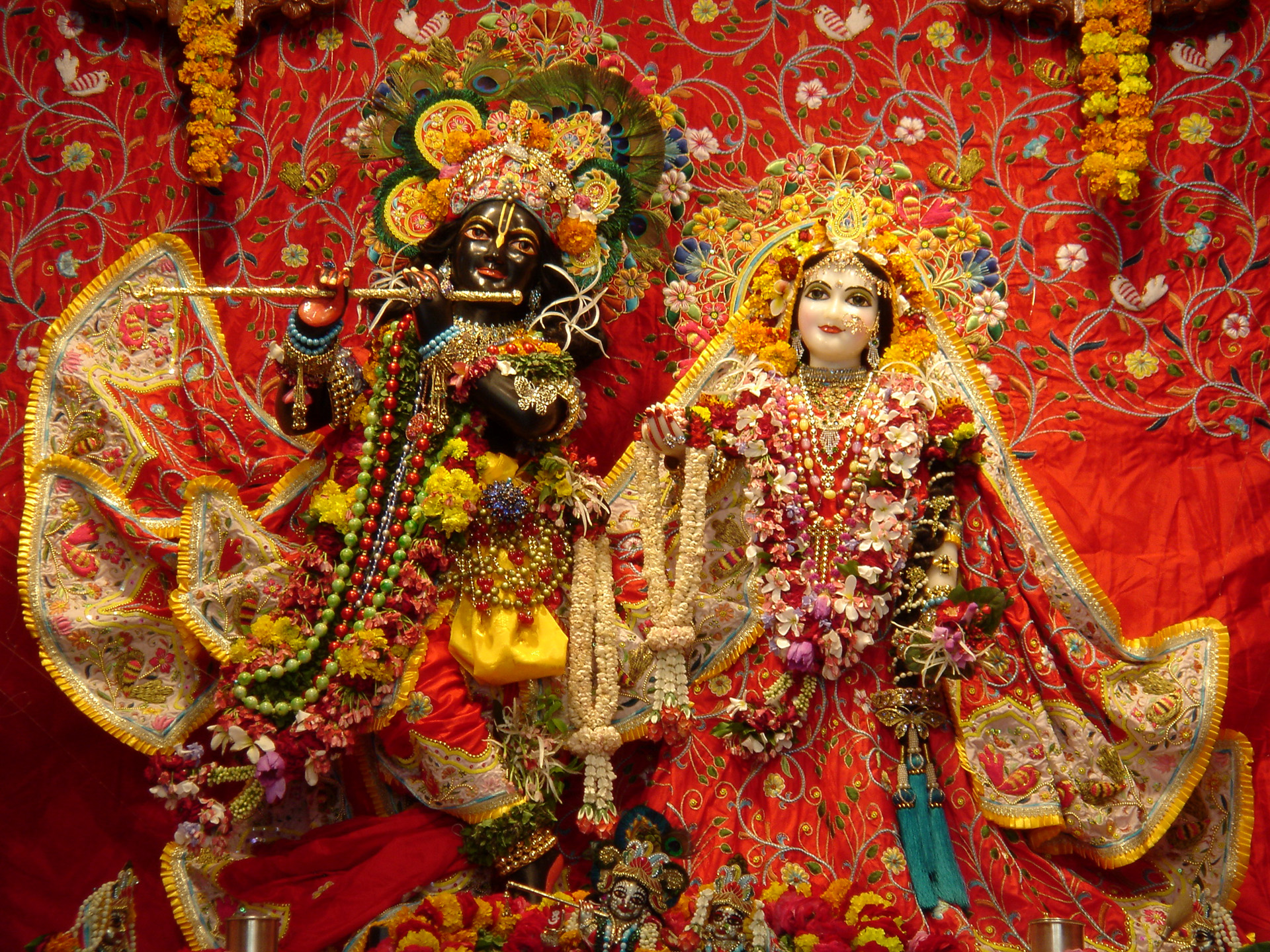
Krisna ábrázolás

A Krisna-tudat vallástörténeti szempontból a hinduizmus része. A hinduizmus gyűjtőfogalom, India azon több ezer éves vallásait foglalja magában, amelyek a védikus irodalmon (India ősi szanszkrit nyelvű szentírásain) alapulnak. A vaisnavizmus, vagyis Visnu-, illetve Krisna-hit (gaudíja vaisnavizmus) a hinduizmus legősibb, legismertebb és legelterjedtebb irányzata.
A Krisna-hívők filozófiájukban, elveikben és az életmódot meghatározó alapvető szabályok tekintetében teljes mértékben az ősi vaisnava tradíciót képviselik nyugaton és Indiában egyaránt. A vallás „modernsége” csupán abban áll, hogy Isten szolgálatában és a védikus tudás bemutatása során a hívek a nyugati világ eszközeit és lehetőségeit is alkalmazzák – ez azonban minden más világvallásról is elmondható.

### A Krisna-tudat Nemzetközi Szervezete
A Krisna-tudat Nemzetközi Szervezetét (International Society for Krishna Consciousness - ISKCON) „Ő Isteni Kegyelme”- A. C. Bhaktivedánta Szvámi Prabhupáda (1896–1977) alapította meg 1966 júliusában. E világegyház célja az, hogy Srí Csaitanja Maháprabhu tanításai az egész világon elterjedhessenek. Sríla Prabhupáda tehát nem egy új vallást alapított, hanem egy olyan világméretű szervezetet hozott létre, amely a világ minden részén lehetőséget nyújt az embereknek a vaisnava filozófia megismerésére és az ezen alapuló vallásos életmód gyakorlására.

### A Krisna-tudat szent könyvei
A Krisna-tudat szentírásainak a védikus szentírásokat tekintik. A véda szanszkrit szó, jelentése: tudás, tudomány. A hagyomány szerint a védikus tudás, örök igazság lévén, az univerzum keletkezésével egy időben jött létre. A védikus írások mantráit, verseit Brahmá, az első teremtett félisten mondta ki először hangosan. Ezután a tudás mesterről tanítványra szállt alá, hallás útján. Később Sríla Vjászadéva a könnyebb érthetőség érdekében részekre osztotta, lejegyezte és magyarázatokkal látta el ezt a tudásgyűjteményt.

### Krisna
A Krisna-tudatú hívők szerint Krisna az Istenség Legfelsőbb Személyisége. Eredeti, (örök, tudással és boldogsággal teli) transzcendentális alakjában – kékesfekete bőrű, elbűvölő, fuvolázó fiúként – mindig lelki-világbeli lakhelyén tartózkodik. Személyes kiterjedésein és energiáin keresztül azonban egyszerre mindenhol jelen van, és mindenről tud.
A Krisna név arra utal, hogy
- Ő mindenki számára vonzó.
- Ő a legfelsőbb élőlény, aki minden más dolog forrása, neki magának azonban nincs más eredete.
- Ő az anyagi és a lelki világ, minden energia és tudás oka,
- Belőle származik minden egyes lélek is.

## A hagyományos viselet

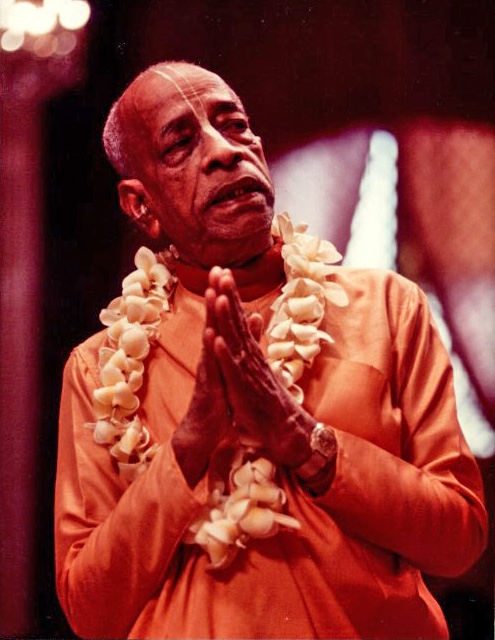
A. C. Bhaktivedanta Swami Prabhupáda

A nők tarka színű szárit hordanak, és az ő esetükben általában nincs jelentése a színeknek és a mintáknak. A teljes cölibátusban, nőtlenül élő lemondott férfiak sáfrányszínű, a házasok és a házasulandók pedig fehér színű ruhát viselnek.
A férfiaknál a fej kopaszsága a világi élvezetekről és ragaszkodásokról való lemondásra, illetve a tisztaságra utal, a tarkón meghagyott hajtincs pedig az egyistenhit szimbóluma. Azon filozófiai és vallási iskolák – például a buddhizmus – szerzetesei, akik személytelen felfogással rendelkeznek az abszolútumról, teljesen leborotválják a fejüket, míg a Krisna-hívők a személyes Istenbe vetett hitük jeleként hátul megőriznek hajukból egy kerek, borotválatlan területet.

### A tilaka
A homlokon lévő jel neve tilaka, melyet a hívők minden zuhanyzás után a felsőtest további tizenegy pontjára is felfestenek. A homlok közepén húzódó két függőleges vonal Krisna lábnyomát jelképezi, az orron húzódó levélforma pedig a szent tulaszí növény levelét. A tilaka valamely szent hely vagy folyó földjéből, agyagából készül, és felfestésekor az Úr megfelelő neveit szokás ismételni. A test szent jelekkel való díszítése arra is utal, hogy testük a szívükben is jelen lévő Úr temploma, melyet az ő szolgálatára kell használniuk. A házas hölgyek homlokának közepén egy piros színű pötty is látható, amely férjezettségüket jelöli.

## Fő erkölcsi elvek
A védikus vallásbölcselet szerint a vallás négy egyetemes alapelve a tisztaság, a lemondás, az igazmondás és a kegyesség. Ezek következetes és rendszeres alkalmazása a vallási gyakorlatok végzésével együtt biztosítja az ember lelki felemelkedését, elutasításuk pedig erkölcsi és lelki hanyatláshoz vezet. Az erkölcsi alapelvek szellemében a Krisna-hívők négy szabály követését tartják különösen fontosnak:
- a húsevés beszüntetése könyörületesség az állatok iránt, ami ugyanakkor fejleszti az együttérzésre való képességet (ahimsza);
- a kábító- és mámorítószerektől való tartózkodás a lemondásnak, a mértékletes életmódnak kedvez;
- a korlátozatlan nemi élet elkerülése biztosítja a belső tisztaságot;
- a szerencsejátékok és a pénzügyi spekuláció elkerülése pedig abban segít az embernek, hogy igazmondó és becsületes maradjon.

### Vegetáriánus étkezés
A vallás egyik fő alapelve az erőszaknélküliség, mert nem lehet hatékony vallásos életet élni, ha az ember erőszakot követ el más élőlények ellen, vagy ha elfogyasztásuk által bűnrészessé válik ebben az erőszakos cselekedetben. Hitük szerint az állatoknak is van lelkük, Isten gyermekei, és az embernek nincs joga elvenni az életüket pusztán azért, hogy kielégítse telhetetlen nyelve vágyait. A vaisnava írások a vegetáriánus ételek (zöldségek, gyümölcsök, gabonafélék, olajos magvak, cukor, tejtermékek) fogyasztását írják elő az ember számára. A vaisnava konyha az ilyen alapanyagokból készült, tápláló ételek gazdag választékát kínálja.

### Házasság
A Krisna-tudat támogatja a házasság intézményét. Javasolt, hogy a hívek házastársnak is Krisna-hívőt válasszanak. Azonban ha valaki már házasságkötése után vált Krisna-hívővé, a világnézeti különbség miatt nem kell megszakítania házasságát.
Amennyiben a közösség tagjai közül valakik össze szeretnének házasodni, egy-két év alatt eldönthetik, hogy valóban megfelelő párt választottak-e. Ezután polgári esküvőt köthetnek, és a védikus szokások szerint indiai házassági ceremóniát is tartanak. A védikus esküvő után a házasság egy életre szól, a válás nem megengedett.

## Vallásgyakorlat
A legfőbb gyakorlat a szent nevek, a mahá-mantra éneklése (Haré Krisna, Haré Krisna, Krisna Krisna, Haré Haré, Haré Ráma, Haré Ráma, Ráma Ráma, Haré Haré). Krisna neveinek éneklése a tanok szerint megtisztítja a tudatot az anyagi szennyeződésektől, és lelki boldogságot eredményez. Krisna neveit egyedül (japa), vagy másokkal közösen énekelve (bhadzsana), és közösen táncolva (kírtana) is énekelhetik. A szent név éneklésének végső célja az önzetlen, tiszta istenszeretet elérése.
A Krisna-templomok oltárán egy képet vagy szobrot (szanszkritül múrtit) láthatunk, amely Krisnát vagy valamelyik inkarnációját ábrázolja. A hívők mindennap imádatot mutatnak be e múrti-formáknak: ételt ajánlanak Nekik, felöltöztetik Őket, a szertartások során pedig füstölőt, lángot, vizet és virágokat ajánlanak fel Nekik.
A múrti nem bálvány. A védikus szentírások szerint Isten a hiteles módon elkészített múrti-formáin keresztül elfogadja és viszonozza hívei szeretetét, ily módon segítve őket a lelki életben való fejlődésben. A Krisna-templomok oltárán leggyakrabban Srí Csaitanja és Srí Nitjánanda, vagy Srí Krisna, és örök társa, Srímatí Rádhárání formái láthatók.

## Dzsapázás
A dzsapázás azt jelenti, hogy a szent neveket ismételik, és kérik Istent, hogy fogadja be őket a szolgálatába. Szövege: Haré Krisna, Haré Krisna, Krisna Krisna, Haré Haré, Haré Ráma, Haré Ráma, Ráma Ráma, Haré Haré. A dzsapa-meditáció közben nagyon fontos a szavak tiszta kiejtése és figyelmes hallgatása.
A dzsapázáshoz egy 108 golyóból álló imafüzért, a dzsapa-láncot használnak, amelyet a dzsapa-zsákban tartanak, amelynek alakja egy nyíló lótuszra hasonlít. A zsákot kézben tartva, a 108 láncszemen egyenként elmondják a mahá-mantrát, ezt nevezik „egy kör” dzsapázásnak. Az avatott hívek számára napi tizenhat kör dzsapázás kötelező, amely másfél-két óráig tart. A nem avatott hívek a számukra megfelelő számú kört ismétlik el naponta.

## A Krisna-tudat szent helyei
Ezek a helyek általában Indiában találhatók. Olyan területek ezek, amelyek valamilyen kapcsolatban állnak Krisnával vagy Srí Csaitanja Maháprabhuval. Közülük a két legfontosabb a Delhitől nyolcvan kilométerre délre fekvő Vrindávana (Krisna gyermekkorának helyszíne) és a Nyugat-Bengáliában található Majapur (Srí Csaitanja szülőhelye).
Ezek mellett minden olyan hely vagy templom szentnek számít, ahol szent emberek élnek és Istent szolgálják. Ezek látogatása is lelki cselekedetnek, odaadó szolgálatnak minősül.

## Krisna-hívők Magyarországon
A Krisna-hívők kisebbik része központokban él, többségük pedig világi hívő, gyülekezeti tag. A körülbelül háromszáz, központokban élő bhakta különböző egyházi szolgálatokat lát el: könyvterjesztéssel foglalkozik, vagy irodai, konyhai, templomi, szervezői, éttermi szolgálatot végez.
A húszezer fős, tágabb gyülekezet tagjai otthonukban élve, munkájuk végzése, vagy tanulmányaik folytatása mellett gyakorolják vallásukat. A világi hívők különböző elkötelezettségi szinten állnak, foglalkozásuk pedig sokféle lehet – munkájukkal azonban nem sérthetik meg a vallás erkölcsi szabályait: például nem dolgozhatnak a húsiparban, vagy nem kereskedhetnek alkohollal, cigarettával.

### Az egyház megjelenése Magyarországon
Az első hívők az 1970-es években jelentek meg az országban, ekkor még csak illegalitásban tudták gyakorolni vallásukat, tehát nem létezett még kiépült intézményrendszer, nem lehetett szó nyilvános prédikálásról, utcai programok szervezéséről, nem volt templomépítés sem. A. C. Bhaktivedánta Szvámi Prabhupáda 1977-ben szeretett volna Magyarországra látogatni, de a hatóságok nem járultak hozzá a beutazásához, az év folyamán pedig folyamatosan romlott az egészségi állapota, végül 1977. november 14-én meghalt. Érdekes, hogy a Szovjetunióba sikerült ellátogatnia 1971-ben.
A hívők eleinte magánlakásokon gyülekeztek közös istentiszteletekre. Változás akkor indult meg, amikor az 1980-as években A. C. Bhaktivedánta Szvámi Prabhupáda magyar származású, Kanadában nevelkedett tanítványa, Sivarama Swami átvette a prédikálás irányítását az Egyesült Királyságban és Írországban, ahonnan egyre több útmutatást adott a magyar híveknek. 1987-ben került sor az első személyes látogatására, amelyet még több is követett, de a rendszerváltásig csak inkognitóban, turistának álcázva jöhetett. A nyolcvanas évek végén kezdte elfogadni és felavatni az első magyarországi tanítványokat. A rendszerváltással aztán elhárultak az akadályok a törvényes működés elől, 1989-ben megtörtént az egyház bejegyzése Magyarországi Krisna-tudatú Hívők Közössége néven. Ekkor jött létre a Food for Life világméretű szegényélelmezési szervezet magyarországi fiókvállalata, az Ételt az Életért Közhasznú Alapítvány is, amely vegetáriánus ételt oszt ingyenesen a rászorulóknak. Sorra alakultak ki a központok az ország fontosabb városaiban, Budapesten, Pécsett, Debrecenben, Egerben, Szolnokon, Kecskeméten.
Sivarama Swami számára fontos volt, hogy a városi központok mellett legyen az egyháznak egy önellátó gazdálkodást bemutató vidéki központja is. Néhány évi kutatás után 1993-ban találta meg a végül megfelelőnek ítélt helyet Somogyvámos határában. 260 hektáros területet vásároltak meg, amelynek java része korábban legelő volt. Elkezdtek odaköltözni az önkéntesek, és hamarosan megindultak az építkezések: a templom mellett lakóházakat, gazdasági célú épületeket is kellett emelni. Sok adomány érkezett szimpatizánsoktól, világi hívőktől, cégektől. Az erőfeszítéseknek hála, 1996 augusztusában sor kerülhetett a templom felszentelésére. Ez a vidéki központ Krisna-völgy néven ismeretes a turisták körében (hívők körében használatos neve: Új Vradzsa-dháma, az eredeti, Indiában található Vradzsa-dháma, azaz Vrindávan nyomán).

### Krisna-völgy
A 260 hektár területű Krisna-völgy Indiai Kulturális Központ és Biofarm azzal a céllal létesült, hogy az embereket hozzásegítse a gaudíja vaisnavizmus lelki kulturális értékeinek, valamint ugyanezen a szellemiségen alapuló természetes életmódnak a megismeréséhez. Jelenleg a Krisna-völgyben kb. 150 szerzetes él. Vannak köztük cölibátusban élők, de a nagy részük családos. A nap korán reggel kezdődik, mivel hitük szerint a kora reggeli órák nagyon kedveznek a lelki gyakorlatoknak. Fél ötkor mindenki összegyűlik a templomban a hajnali istentiszteletre. A közös éneklés, mantra meditáció, filozófiai előadás fél kilencig tart. A szerzetesek együtt reggeliznek, majd mindenki végzi a saját munkáját. Vannak, akik a földeken dolgoznak vagy az állatokat látják el, mások a művészeti stúdióban, a pékségben, a konyhán vagy a méhészetben végzik munkájukat. Vannak, akik irodai munkát végeznek, mások pedig a Krisna-völgybe ellátogató vendégeket fogadják. Délben ismét együtt tiszteli meg mindenki az ebédet, s a nap végén újra találkoznak a templomban a zenés esti istentiszteletkor. A Krisna-völgy egyben turistalátványosság is.

### Budapesti Hare Krisna Templom
2004-ben sikerült megvásárolniuk az 1039 Budapest (Csillaghegy), Lehel u. 15-17. szám alatti ingatlanegyüttest templom és közösségi hely számára, ahol napi programokat és közösségi rendezvényeket tartanak.

## Külső hivatkozások
- Hivatalos honlap
- Krisna-völgy
- Budapesti Hare Krisna Templom
- Élet az Életért Közhasznú Alapítvány
- Szkepszis Archiválva 2005. április 4-i dátummal a Wayback Machine-ben
- Vallás és vegetarianizmus
- Hare Krisna videogyűjtemény
- Lélek Palotája (csoportoknak)